# Canale della Morlacca
Il canale della Morlacca o della Montagna (detto anche del Velebit; in croato Velebitski kanal) è uno stretto braccio di mare che separa la costa della Croazia "storica" dalle isole quarnerine di Veglia, Pervicchio, isola Calva e Arbe, oltre che dalla lunga isola di Pago.

## Geografia
Il canale della Morlacca si estende per circa 2–10 km di larghezza ed oltre 130 km di lunghezza in direzione nord-ovest/sud-est parallelamente alla catena montuosa delle Alpi Bebie (in croato Velebit), che con le proprie pendici alte e dirupate domina l'intero arcipelago del Quarnero.
L'inizio del canale va dal canale di Maltempo (Tihi kanal e Mala vrata), a nord dell'isola di Veglia, e termina a Ravagnasca (Rovanjska) dove il canale di Fiumera Piccola (Novsko ždrilo) immette nella baia di Novegradi, al limite interno del tavoliere zaratino. Secondo il portolano del 1845, il canale della Morlacca inizia dall'isolotto di San Marco, mentre nelle mappe croate la parte iniziale settentrionale del canale della Morlacca è detta canale di Valdivino (Vinodolski kanal), il cui termine è a sud della città di Novi tracciando una linea immaginaria da val Zernovizza (uvala Žrnovnica) a punta Grigia (rt Glavina) sull'isola di Veglia.
Il canale è esposto per gran parte dell'anno alle violenti raffiche della bora, che impedisce la vita sulle coste orientali di Arbe e Pago. Queste ultime, viste dalla terraferma, sono completamente spoglie di vegetazione ed offrono un desolato quanto suggestivo paesaggio lunare.
I radi insediamenti lungo il canale sono quindi tutti ubicati dal lato della terraferma. Unicamente le città di Cirquenizza, Novi, Segna, Carlopago e Ortopula costituiscono dei centri abitati di una certa importanza.

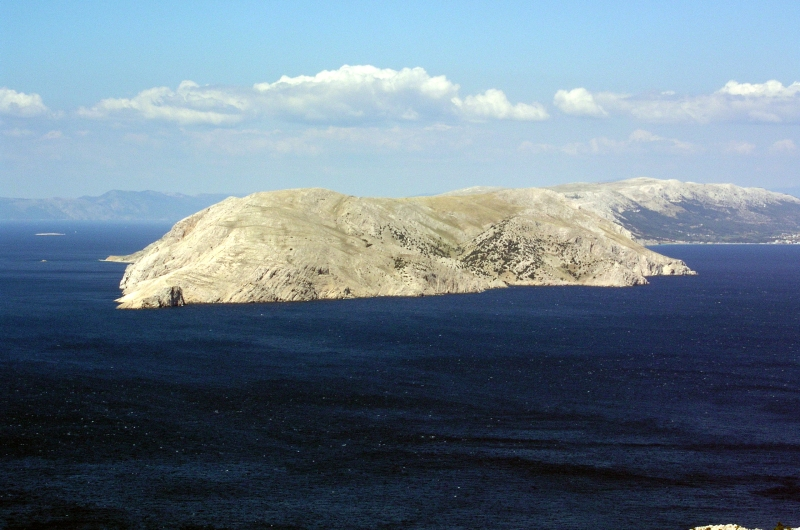
Il canale della Morlacca con l'isola di Pervicchio

Nel canale si trovano vari isolotti adiacenti alle isole maggiori (e sono elencati nelle singole voci) ed altri adiacenti alla costa dalmata:
- Sant'Antonio (Sveti Anton)
- scoglio Gimignago (Lisac)
- scoglio Kovač, poco a sud di Cesarizza[11] (Cesarica) e dell'omonimo porto[12] (luka Cesarica), a nord-ovest di Carlopago 44°33′34″N 15°01′39″E
- scoglio Piccolo (Mali Greben o Veli Školjić)
- scoglio Crkveni Gaj (o Mali Školjić), a sud-est dello scoglio Mali e di valle Bonadraga[13] (uvala Bojna draga), a nord-ovest di Carlopago 44°32′34″N 15°02′56″E
- scoglio Cavallo (hrid Konj)
- scoglio dell'Aquila (hrid Orlić)
- isolotti Rasanze (Ražanac Veli, Dolnji e Mali)
- scogli Scrapelli (hrid Škrpelji).

## Storia
Il canale prende il nome dall'antica popolazione balcanica dei Morlacchi, insediatasi nell'entroterra intorno al XIV secolo. Al tempo in cui la Repubblica di Venezia controllava la quasi totalità della Dalmazia, il canale della Morlacca servì da rifugio ai pirati uscocchi, che lungo le sue sponde costituirono molti dei loro covi.